# Kalmosaari (ö i Heinävesi, Ruokovesi)
Kalmosaari är en liten ö i Finland. Ordet kalmosaari hänvisar antagligen att ön har varit begravningsplats. Ön ligger i sjön Enonvesi och i kommunen Heinävesi i den ekonomiska regionen  Nyslott och landskapet Södra Savolax, i den sydöstra delen av landet, 300 km nordost om huvudstaden Helsingfors. Öns area är 0,3 hektar och dess största längd är 130 meter i öst-västlig riktning.